# 保祿六世縣
保祿六世縣（西班牙語：Cantón Pablo Sexto），是厄瓜多爾的縣份，位於該國東南部，由莫羅納-聖地亞哥省負責管轄，面積1,371平方公里，海拔高度5,280米，2001年人口1,188，人口密度每平方公里0.87人。